# ÉBポー・オルテッズ
エラン・ベアルン・ポー＝ラック＝オルテズ（Élan Béarnais Pau-Lacq-Orthez）は、フランス・ピレネー＝アトランティック県ポーのプロバスケットボールチームである。2023-2024シーズンは2部相当のLNBプロBに所属する。

## 概略
1931年設立。ホームアリーナはパレ・デ・スポール・ドゥ・ポー。LNBプロA優勝9度は史上最多であり、1984年にはコラック・カップ優勝も果たしている。

## 主な獲得タイトル
LNBプロA
- 優勝：9回（1985–86, 1986–87, 1991–92, 1995–96, 1997–98, 1998–99, 2000–01, 2002–03, 2003–04）

フランスカップ
- 優勝：6回（1990–91, 1991–92, 1992–93, 2001–02, 2002–03, 2006–07）

## 歴代所属選手
- ボリス・ディアウ
- エリー・オコボ
- ヨハン・ペトロ
- ミカエル・ピートラス
- フローラン・ピートラス
- イアン・マヒンミ
- アレクシス・アジンサ
- サマド・ニックハ・バーラミ
- ゲオルゲ・ムレシャン
- セック・ヘンリー
- ハマディ・ンジャイ
- シェイク・ムボジ
- トラヴォン・ブライアント
- リッキー・ウィンズロー(ジャスティス・ウィンズローの父親)
- デビッド・ヤング
- シネメル・イロヌー